# C3H4N2S
化学式C3H4N2S（摩尔质量：100.14 g/mol）可以指：
- 2-氨基噻唑，CAS号：96-50-4
- 咪唑-2-硫酮，CAS号：872-35-5

|  | 这个同类索引页列出了具有相同分子式的化学物（即同分異構體）条目。 除非您是有意链接至本页，否则应将相应条目的内部链接指向正确的条目。 |